# Marcelo de Nóbrega
Marcelo de Nóbrega (São Paulo, 25 de novembro de 1964) é um ator, humorista, cantor, músico, escritor, compositor, diretor e produtor brasileiro. É filho do comediante Carlos Alberto de Nóbrega, e neto de Manuel de Nóbrega, criador do programa humorístico A Praça É Nossa.

## Carreira
Marcelo nasceu em uma família de humoristas. O seu pai, Carlos Alberto de Nóbrega, protagoniza o programa A Praça é Nossa exibido pelo SBT. E o seu avô Manuel de Nóbrega foi o criador e protagonista do programa A Praça da Alegria em 1956 exibido inicialmente pela TV Paulista e, depois, pela TV Record.
Lançou, em 1994, o disco O Filho do Mundo. Do repertório, todo de canções românticas, destacaram-se as canções "Na hora do banho", "Bota mais perfume" e "Te amo", uma versão em português do sucesso "Donna", de Ritchie Valens. Também fez sucesso com a música "Deixe estar", que foi lançada em um compacto simples. Como ator, fez sua estréia como Cadu na minissérie Anos Dourados da Rede Globo, interpretou Xorãozinho na dupla Chitãoró e Xorãozinho, o jovem com o pai rico, algumas vezes a velha surda e atualmente interpreta o Explicadinho no programa A Praça é Nossa, no qual também é diretor. Marcelo também atuou em vários quadros do programa global Os Trapalhões. Durante sete anos, Marcelo foi diretor do programa A Escolinha do Golias, protagonizado pelo comediante Ronald Golias.

## Vida pessoal
Marcelo é casado com a dentista Lytha Gomes de Nobrega e tem duas filhas: Dalila (nascida em 1990) e Milana (nascida em 1995) do seu primeiro casamento com Marise Santos. Em 2019, após sofrer um infarto e 8 paradas cardíacas, Marcelo de Nóbrega anunciou que seria pai de trigêmeos. Os trigêmeos são José, Murilo e Emily, (nascidos em 2019). Em 25 de fevereiro de 2020, nasceu seu primeiro neto, Remi, filho de Dalila.

## Trabalhos

### Televisão
| Ano                                     | Título                       | Papel                               | Emissora   |
| --------------------------------------- | ---------------------------- | ----------------------------------- | ---------- |
| 1986                                    | Os Trapalhões                | Vários personagens                  | Rede Globo |
| 1986                                    | Anos Dourados                | Cadu                                | Rede Globo |
| 1987 - presente                         | A Praça é Nossa              | Xorãozinho / Explicadinho / Diretor | SBT        |
| 1990 - 1997                             | A Escolinha do Golias        | Diretor                             | SBT        |
| 2011                                    | 30 Anos de Chaves            | Diretor                             | SBT        |
| 2022 (especial); 2024 - presente (+SBT) | A Pracinha                   | Ele mesmo                           | SBT        |
| 2024                                    | Cazalbé, O Herdeiro da Graça | Ele mesmo                           | +SBT       |

### Como cantor e músico
- 1988 - Deixe Estar
- 1994 - O Filho do Mundo
- 2015 - Marcelo de Nóbrega